# Asharq Al-Awsat
Asharq Al-Awsat (em árabe: الشرق الاوسط, O Oriente Médio) é um periódico diário árabe, com uma tiragem de 200.000 exemplares, impresso simultaneamente em  doze cidades de quatro continentes. Foi fundado em 1978 em Londres, por Jihad Al Khazen e Adel Bishtawi. Sua sede central permanece em Londres, porém o jornal é editado na Arábia Saudita, por uma empresa dirigida pelo príncipe Faisal bin Salman. O jornal se autodefine pelo slogan "um periódico internacional dos árabes", já que trata tanto de assuntos de interesse dos países árabes, como de outros temas internacionais. O jornal veicula basicamente traduções de matérias de outros periódicos internacionais e de agências de notícias.
Desde 1990 Asharq Al-Awsat  incrementou sua tiragem e difusão, sendo distribuído tanto no Oriente Médio como no Magrebe, sobretudo no Marrocos. Foi o primeiro jornal diário árabe a introduzir a transmissão por satélite para a impressão simultânea das edições feitas em várias das principais cidades do mundo, e atualmente é o único diário árabe autorizado a reproduzir internacionalmente matérias de The Washington Post, USA Today e Global Viewpoint. 